# Epsiloncel

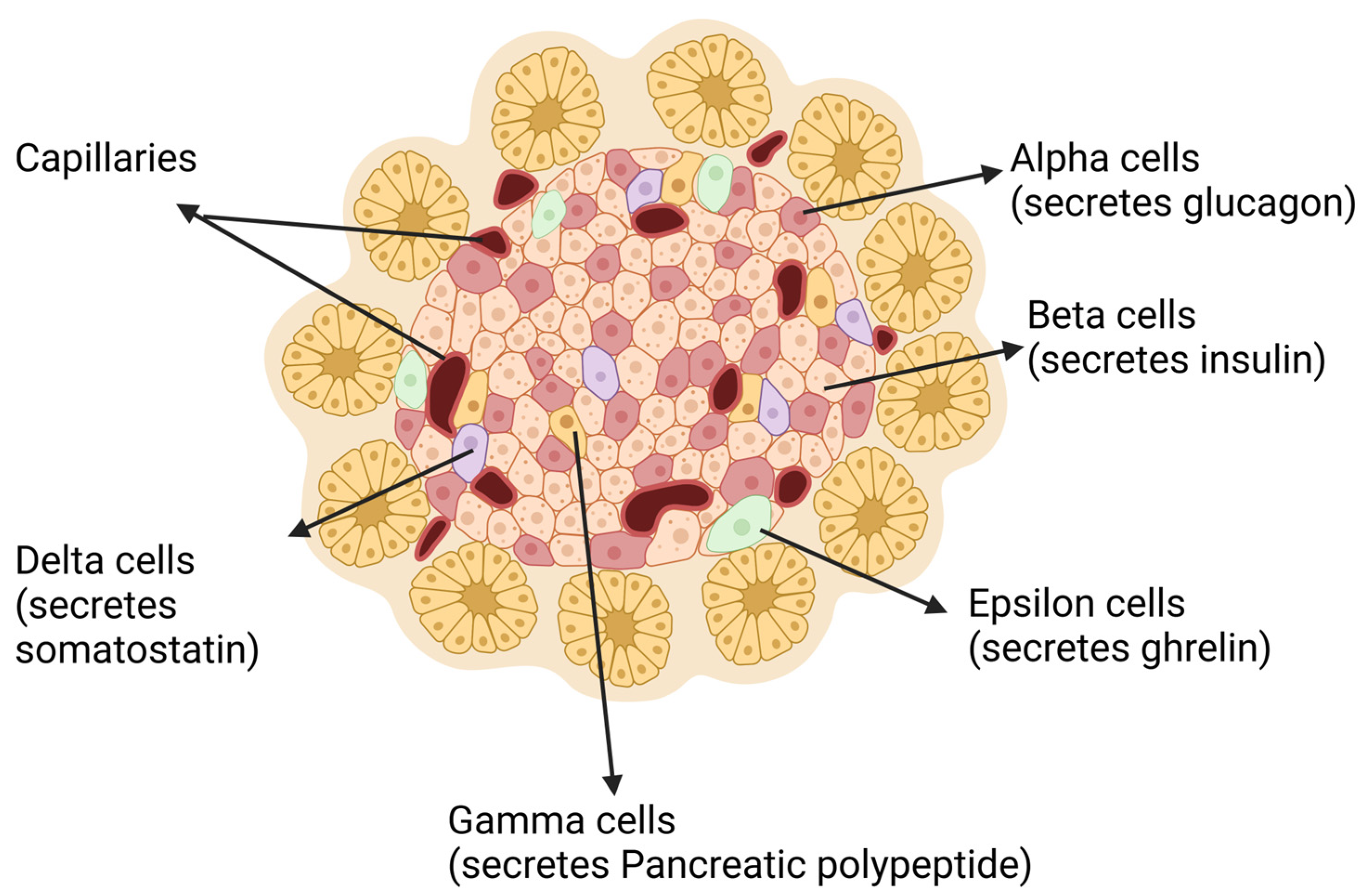
Celtypen in de eilandjes van Langerhans

Epsiloncellen (ε-cellen) zijn een van de vijf soorten endocriene cellen die voorkomen in de eilandjes van Langerhans, gebieden in de alvleesklier. Epsiloncellen produceren het hormoon ghreline, dat honger opwekt. Ze werden voor het eerst ontdekt bij muizen. Bij mensen vormen deze cellen minder dan 1% van alle eilandjescellen. Ze zijn verbonden door zonula occludens, waardoor ze ondoordringbaar zijn voor in water oplosbare stoffen.

## Epsiloncellen tijdens de embryonale ontwikkeling
In menselijke foetale alvleesklieren verspreiden enkele epsiloncellen zich in primitief exocrien weefsel en beginnen ze te aggregeren in clusters na de 13e week van de zwangerschap, gemeten vanaf de eerste dag van de laatst plaatsgevonden menstruatie. Piek-ghrelineniveaus worden waargenomen in week 14 van de zwangerschap. Vanaf de 21e week van de zwangerschap worden epsiloncellen waargenomen rond zich ontwikkelende eilandjes van Langerhans bij mensen, waarbij ze een bijna continue laag vormen aan de rand van de eilandjes.
Epsiloncellen worden gecentraliseerd gevonden in de foetale alvleesklier van muizen, met een paar ook waargenomen in de maag. Deze resultaten in de alvleesklier van muizen werden ontdekt en bevestigd met behulp van confocale microscopie, die in staat is om beelden van dikke specimens te verzamelen en fluorescerende gebieden buiten het focale vlak uit te sluiten. Deze eilandjescellen zijn de belangrijkste bron van ghreline tijdens de ontwikkeling. Ghreline, afgegeven door epsiloncellen, blijkt celgroei en -proliferatie te bevorderen en tegelijkertijd apoptose van alvleesklier-bètacellen in de menselijke alvleesklier te remmen. Sommige epsilomcellen vormen cytokeratine 20, een merker van ductcellen en eilandjesprecursorcellen, wat erop duidt dat deze eilandjescellen afkomstig zijn van het ductale epitheel. De ontwikkeling van deze cellen is afkomstig van de Ngn3-transcriptiefactor. Muizen met mutante Nkx2.2-genen vertonen een toename van epsiloncellen. Op cellulair niveau produceren epsiloncellen. zowel NKX2-2 als ISL1, maar niet NKS6-1 en PAX6 zoals eerder werd verondersteld. Bovendien coproduceert dit type cel ISL1, dat een rol speelt bij de ontwikkeling van het mesenchym van de dorsale alvleesklierknop en de differentiatie van het dorsale alvleesklier-epitheel in endocriene cellen. In totaal zijn 36 genen aanzienlijk verrijkt in epsiloncellen, die helpen bij de inhibitie van proteïnase, de verwerking van hormonen, celmigratie en immuunactiviteit die hen onderscheidt van α-, β-, δ- en PP-cellen (vroeger γ-cellen genoemd). Bovendien zijn de secretoire vesikels van epsiloncellen veel kleiner dan die van alfacellen. In tegenstelling tot de andere eilandjescellen produceren epsiloncellen ook geen andere alvleesklierhormonen (insuline, glucagon, signaalmoleculen) en ze vormen geen CART-peptide. Voorbeelden van specifieke genen die epsiloncellen beïnvloeden, zijn acyl-coenzyme A synthetase long chain family member 1 (ACSL1) en defensin beta 1. Er wordt gedacht dat ACSL1 een rol speelt bij de verwerking van ghreline, terwijl defensin beta 1 een eiwit produceert dat bacteriën, virussen en gisten kan doden.  Na de geboorte neemt het aantal epsiloncellen af en worden ze zeldzaam bij volwassenen. Studies bij muizen, woestijnratten en Otomys sloggetti-muizen hebben allemaal nauw verwante resultaten over dit onderwerp opgeleverd.

## Epsiloncellen bij volwassenen
Mensen zijn de enige soort waarvan bekend is dat ze ghreline-producerende epsiloncellen in de alvleesklier tot in de volwassenheid behouden. Als gevolg hiervan zijn er moeilijkheden om dit celtype bij volwassenen te bestuderen, omdat het alleen in de menselijke alvleesklier kan worden waargenomen. Tijdens de weken 15-26 van de foetus tijdens de ontwikkeling, vormen epsiloncellen ongeveer 10% van de eilandjescellen, maar na de geboorte neemt hun aantal af tot slechts 1% van de volwassen eilandjescellen. Schattingen van het gemiddelde aantal epsiloncellen per eilandje bij volwassenen variëren in aantal met verschillende resultaten. Eén onderzoek vond dat er ongeveer 3 tot 5 epsiloncellen aanwezig zijn in elk eilandje van de volwassen alvleesklier, wat een totaal van ongeveer 1.000 eilandjes omvat. Een ander onderzoek observeerde gemiddeld 12±1,2 epsiloncellen per eilandje. In volwassen alvleeskliermonsters zijn ze rond of ovaal van vorm en blijven ze in verschillende hoeveelheden gelokaliseerd op de mantel van de eilandjes, zowel in clusters als/of individuele cellen. Bij muizen zijn epsiloncellen aanwezig in de eilandjes en de maag tijdens de ontwikkeling, maar worden ze na de geboorte uitsluitend in de maag aangetroffen. Bij zowel mensen als muizen varieerden de resultaten met betrekking tot de vraag of ghreline al dan niet co-gelokaliseerd is met andere hormonen in de stadia van volwassenheid of ontwikkeling. Vanwege de schaarste aan epsiloncellen in een volwassen alvleesklier, wordt voorspeld dat ze niet doorgaan met het produceren van grote hoeveelheden ghreline die door het lichaam circuleren. De menselijke volwassen alvleesklier heeft een epsiloncelsamenstelling van ongeveer 0,13 gram. Geslacht en leeftijd hebben geen invloed op het gemiddelde aantal epsiloncellen in de eilandjes. Er wordt echter een omgekeerde relatie opgemerkt tussen de BMI en het aantal epsiloncellen: naarmate het lichaamsgewicht toeneemt, neemt het aantal epsiloncellen af. Verlies van deze cellen door een verhoogde BMI leidt tot een verhoogde insulinesecretie en een verhoogd risico op apoptose en ontsteking in eilandjes. Celmembraanreceptoren in volwassen epsiloncellen omvatten de kortketenige vetzuurreceptor FFAR3, G-proteïnegekoppelde receptor (GPCR), interferon-α- en interferon-β-receptorsubeenheid 1, interferon-γ-receptor 2, een receptor die bekend staat om zijn regulatie van de opname van immunoglobuline G, een plasminogeenreceptor en een CD320-receptor. De verscheidenheid aan receptoren zorgt ervoor dat hormonen, voedingsstoffen, lipiden en cytokineliganden zich kunnen binden. De primaire cellulaire metabole signaaltransductie in epsiloncellen is onderdeel van de vetzuurmetabolismeroute, ACSL1. ACSL1 is een enzym dat betrokken is bij de eerste stap van vetzuuroxidatie, en deze signaaltransductie functioneert in deze eilandjescel specifiek om de ghrelineacylmodificatie te modificeren. De transcriptiefactoren die nodig zijn voor de rijping en het behoud van epsiloncellen zijn genummerd tot een totaal van 366. De functies van elke individuele transcriptiefactor zijn nog niet onderzocht.

## Ontdekking
Onderzoekers die eilandjes van Langerhans bij muizen onderzochten, vergeleken normaal alvleesklierweefsel van muizen tijdens de ontwikkeling met dat van knock-outmuizen. Ze ontdekten dat een normale muizenalvleesklier een populatie ghrelineproducerende cellen bevat. Voordat verder onderzoek plaatsvond, werd gedacht dat de genen Nkx2.2 en Pax4 de celdifferentiatie van bètacellen bevorderen, maar dat ze bij afwezigheid in plaats daarvan epsiloncellen vormen. Dit werd later bevestigd door de bevindingen dat bij afwezigheid van zowel de genen Nkx2.2 als Pax4 bètacellen zich niet vormen en worden vervangen door epsiloncellen. Over het algemeen waren de bevindingen dat er een populatie ghrelineproducerende epsiloncellen in de muizenalvleersklier aanwezig is, en dat knock-out van insulineproducerende bètacellen leidt tot een enorme hoeveelheid epsiloncellen. De cellen zijn rond of ovaal van vorm en bevinden zich meestal in de omtrek van de eilandjes, soms met cytoplasmatische uitlopers. Er is ook voorgesteld dat epsiloncellen afkomstig zijn van een vergelijkbare cellijn als zowel alfacellen als bètacellen, maar dat ze nauwer verwant blijken te zijn aan alfacellen. Epsiloncellen zijn onder andere aangetroffen in de alvleesklier van klauwkikkers, meervalachtigen en zebravissen. Dit suggereert dat deze eilandjescel evolutionair geconserveerd is. Een aparte studie maakte gebruik van in-situhybridisatie voor ghreline-mRNA en concludeerde eveneens dat er een aparte, voorheen niet-herkende populatie eilandjescellen bestaat: de epsiloncellen. Onderzoekers hopen dat hun nieuwe kennis over ghrelineproducerende epsiloncellen zal helpen bij therapeutische behandelingen om de vorming van epsiloncellen te blokkeren, wat mogelijk een cellulaire cascade zou kunnen blokkeren die kan helpen bij de behandeling van diabetes type 2. Deze eilandcellen worden ook bestudeerd bij alvleesklierkanker, waar men hoopt dat ze kunnen dienen als markers voor voorheen stille tumoren.